# Anonidium friesianum
Espèce
Synonymes
- Anonidium brieyi De Wild.[2]
- Anonidium friesianum Exell[2]

Anonidium friesianum Exell est une espèce de plantes à fleurs de la famille des Annonaceae et du genre Anonidium, présente en Afrique tropicale.